# Núbia Soares
Núbia Aparecida Soares (Lagoa da Prata, 26 de março de 1996) é uma triplista olímpica brasileira. Representou o Brasil nos Jogos Olímpicos de Verão de 2016 na prova de salto triplo feminino do atletismo.
Ex-handebolista, Núbia migrou para o atletismo após a extinção de sua equipe de handebol. Com dois anos de prática, disputou o Campeonato Mundial Juvenil de Atletismo de 2013, no qual conquistou o quarto lugar do salto triplo. Nas categorias de base do atletismo, viria a conquistar medalhas no Pan-Americano Junior de 2013, Sul-Americano Sub-23 de 2014 e no Pan-Americano Junior de 2015.
Ainda em 2015, competiu nos Jogos Pan-Americanos e no Mundial de Atletismo, terminando em 22º na fase de qualificação do salto triplo.
Em 2016 atingiu o índice olímpico para o salto triplo no Troféu Brasil de Atletismo de 2016. Nos Jogos Olímpicos de Verão de 2016 terminou a fase de qualificação do salto triplo feminino em 34º lugar, não se classificando para a final da prova.

## Resultados internacionais
| Ano                     | Competição                          | Local                   | Posição                 | Evento                  | Notas                   |
| Representante do Brasil | Representante do Brasil             | Representante do Brasil | Representante do Brasil | Representante do Brasil | Representante do Brasil |
| ----------------------- | ----------------------------------- | ----------------------- | ----------------------- | ----------------------- | ----------------------- |
| 2013                    | Campeonato Mundial Juvenil          | Donetsk                 | 4º                      | Salto triplo            | 13,60 m                 |
| 2013                    | Campeonato Pan-Americano Júnior     | Medellín                | 3º                      | Salto triplo            | 13,33 m                 |
| 2014                    | Campeonato Mundial Júnior           | Eugene                  | 8º                      | Salto triplo            | 13,53 m (w)             |
| 2014                    | Campeonato Sul-Americano Sub-23     | Montevidéu              | 2º                      | Salto triplo            | 13,31 m                 |
| 2015                    | Jogos Pan-Americanos                | Toronto                 | 11º                     | Salto triplo            | 13,57 m (w)             |
| 2015                    | Campeonato Pan-Americano Júnior     | Edmonton                | 1º                      | Salto triplo            | 14,16 m (w)             |
| 2015                    | Campeonato Mundial de Atletismo     | Pequim                  | 22º (q)                 | Salto triplo            | 13,52 m                 |
| 2016                    | Campeonato Ibero-americano          | Rio de Janeiro          | 2º                      | Salto triplo            | 14,00 m                 |
| 2016                    | Jogos Olímpicos                     | Rio de Janeiro          | 34º (q)                 | Salto triplo            | 13,85 m                 |
| 2017                    | Campeonato Sul-Americano            | Assunção                | 1º                      | Salto triplo            | 14,42 m (w)             |
| 2018                    | Campeonato Mundial em Pista Coberta | Birmingham              | 9º                      | Salto triplo            | 14,00 m                 |
| 2018                    | Jogos Sul-Americanos                | Cochabamba              | 1º                      | Salto triplo            | 14,59 m                 |

## Melhores marcas pessoais
A tabela a seguir lista as melhores marcas de Núbia Soares por prova:
| Prova               | Marca   | Local                 | Data                  |
| ------------------- | ------- | --------------------- | --------------------- |
| 100 metros          | 12,51 s | Belém                 | 8 de novembro de 2013 |
| Salto em distância  | 6,33 m  | São Bernardo do Campo | 10 de junho de 2017   |
| Salto triplo        | 14,69 m | Sotteville-lès-Rouen  | 17 de julho de 2018   |
| Arremesso de disco  | 41,18 m | Belo Horizonte        | 30 de abril de 2016   |
| Salto triplo indoor | 14,00 m | Birmingham            | 3 de março de 2018    |